# Osmanieh
Die Osmanieh war ein 1906 in Dienst gestelltes Passagier- und Frachtschiff, das ab 1916 im Ersten Weltkrieg als Truppentransporter und Versorgungsschiff für die Royal Navy diente. Am 31. Dezember 1917 lief die Osmanieh vor Alexandria auf eine von einem deutschen U-Boot gelegte Seemine und sank. Dabei kamen 199 Menschen ums Leben, darunter Besatzungsmitglieder, Soldaten und Krankenschwestern.

## Das Schiff

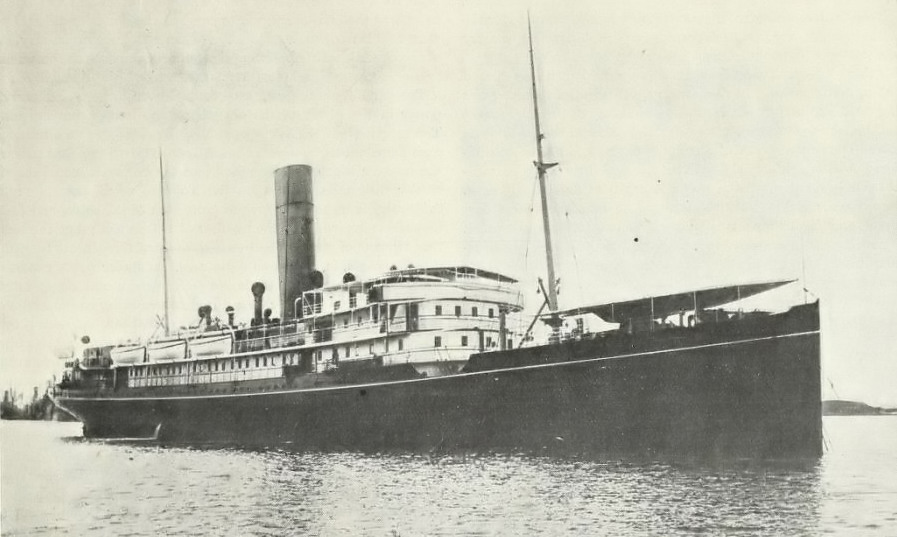
Die Osmanieh (undatiertes Bild).

Das 4.041 BRT große Dampfschiff Osmanieh wurde auf der Werft Swan, Hunter & Wigham Richardson in Wallsend gebaut und lief dort am 9. Mai 1906 vom Stapel. Das 109,79 Meter lange und 13,77 Meter breite Schiff hatte einen maximalen Tiefgang von 7,40 Meter und war mit Vierfachexpansions-Dampfmaschinen ausgestattet, die auf zwei Propeller wirkten und eine maximale Geschwindigkeit von 17 Knoten (31,5 km/h) ermöglichten. Die Maschinen leisteten 650 nominale Pferdestärken.
Die Osmanieh wurde für die britisch-ägyptische Reederei Khedivial Mail Steamship & Graving Dock Co., Ltd. mit Niederlassungen in London und Alexandria gebaut und als kombiniertes Passagier- und Frachtschiff konzipiert. Dieses Unternehmen wurde 1898 gegründet, um Schiffe und Häfen im Dienst der ägyptischen Regierung zu unterhalten. Die Schiffe fuhren jedoch unter britischer Flagge und verkehrten zwischen Alexandria, Konstantinopel, Syrien und weiteren Mittelmeerhäfen.
Am 12. Mai 1916 wurde die Osmanieh von der Royal Navy als Hired Transport (HT) für den Kriegsdienst im Ersten Weltkrieg verpflichtet und diente fortan zur Beförderung von Nachschub an Truppen und Versorgungsgütern. Das Schiff wurde als Fleet Messenger No. 61 registriert und erhielt die Admiralty No. Y4.61.

## Versenkung
Am Montag, dem 17. Dezember 1917 legte die Osmanieh unter dem Kommando des 38-jährigen Lieutenant Commander David Richard Mason mit Soldaten und medizinischem Personal an Bord in Southampton zu einer Überfahrt nach Alexandria mit Zwischenstopp in der süditalienischen Hafenstadt Tarent ab. Tarent wurde am 28. Dezember erreicht, Alexandria am 31. Dezember. Noch vor der Hafeneinfahrt lief der Dampfer mittschiffs an der Steuerbordseite auf der Position 31° 10′ 8″ N, 29° 48′ 3″ O in ein Minenfeld, das wenige Tage zuvor von dem deutschen U-Boot UC 34 (Oberleutnant zur See Horst Obermüller) gelegt worden war.

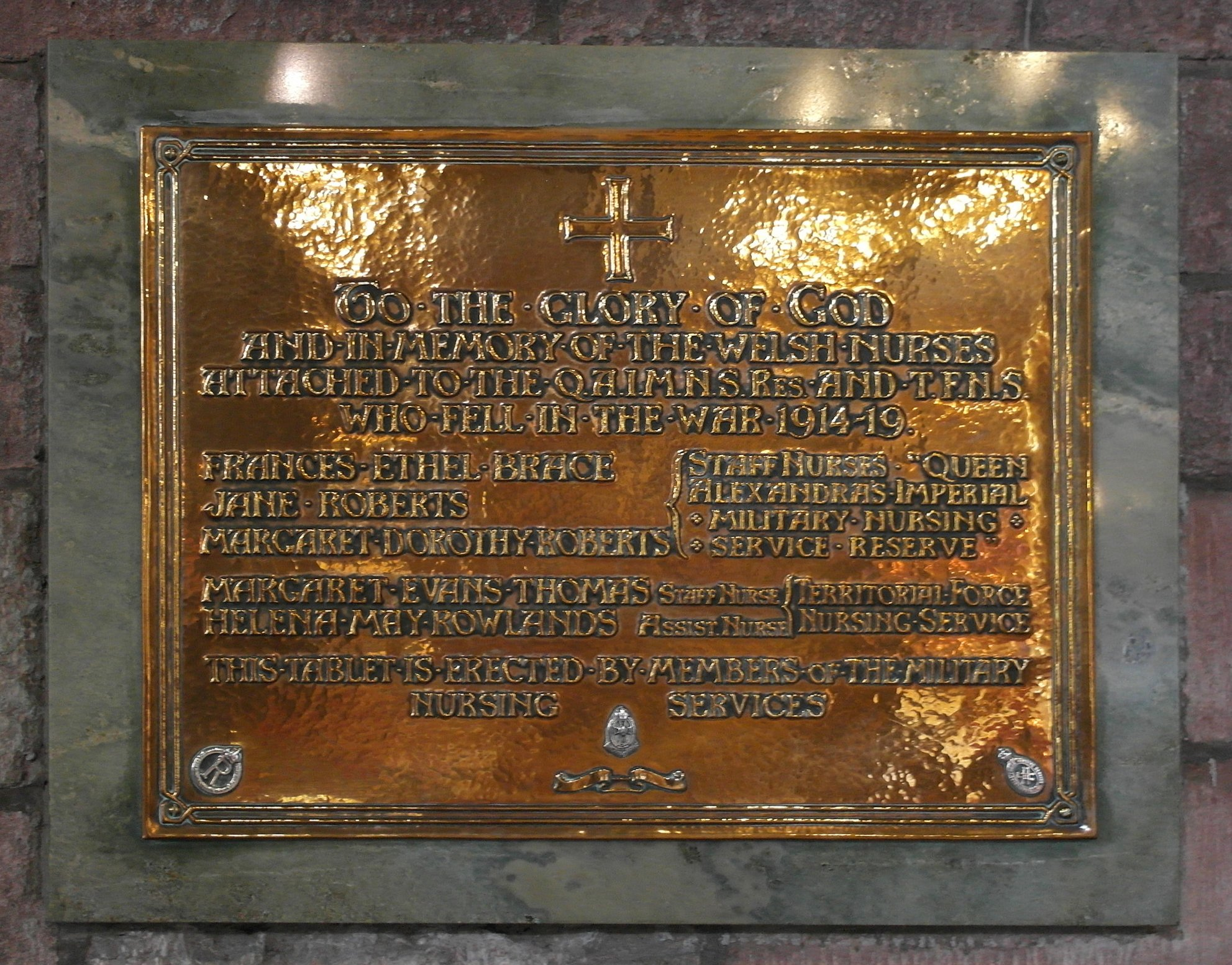
Gedenkplakette für die Krankenschwestern, die bei der Versenkung umkamen.

Das Schiff ging in fünf bis sieben Minuten unter, wodurch 199 Menschen ums Leben kamen, darunter Commander Mason, zwei Schiffsoffiziere, 21 Besatzungsmitglieder, ein Offizier der Royal Navy, 166 andere Ränge und die acht Krankenschwestern des Queen Alexandra’s Imperial Military Nursing Service (QAIMNS) Catherine Ball, Winifred Maud Brown, Gertrude Bytheway, Una Marguerite Duncanson, Nellie Hawley, Lilian Midwood, Margaret Dorothy Roberts und Hermione Angela Rogers.
Am Vortag waren der Truppentransporter Aragon und der Zerstörer HMS Attack an etwa derselben Stelle von UC 34 mit Torpedos versenkt worden. Auf der Aragon waren 610 und auf der Attack 10 Menschen ums Leben gekommen. Einige der Todesopfer dieser Versenkungen sind auf dem Alexandria Hadra War Memorial Cemetery beigesetzt, wo auch Namensplaketten an sie erinnern. Mehrere Hundert wurden jedoch nie gefunden.
Einer der Überlebenden war Jack Cohen.